# Miro Cerar

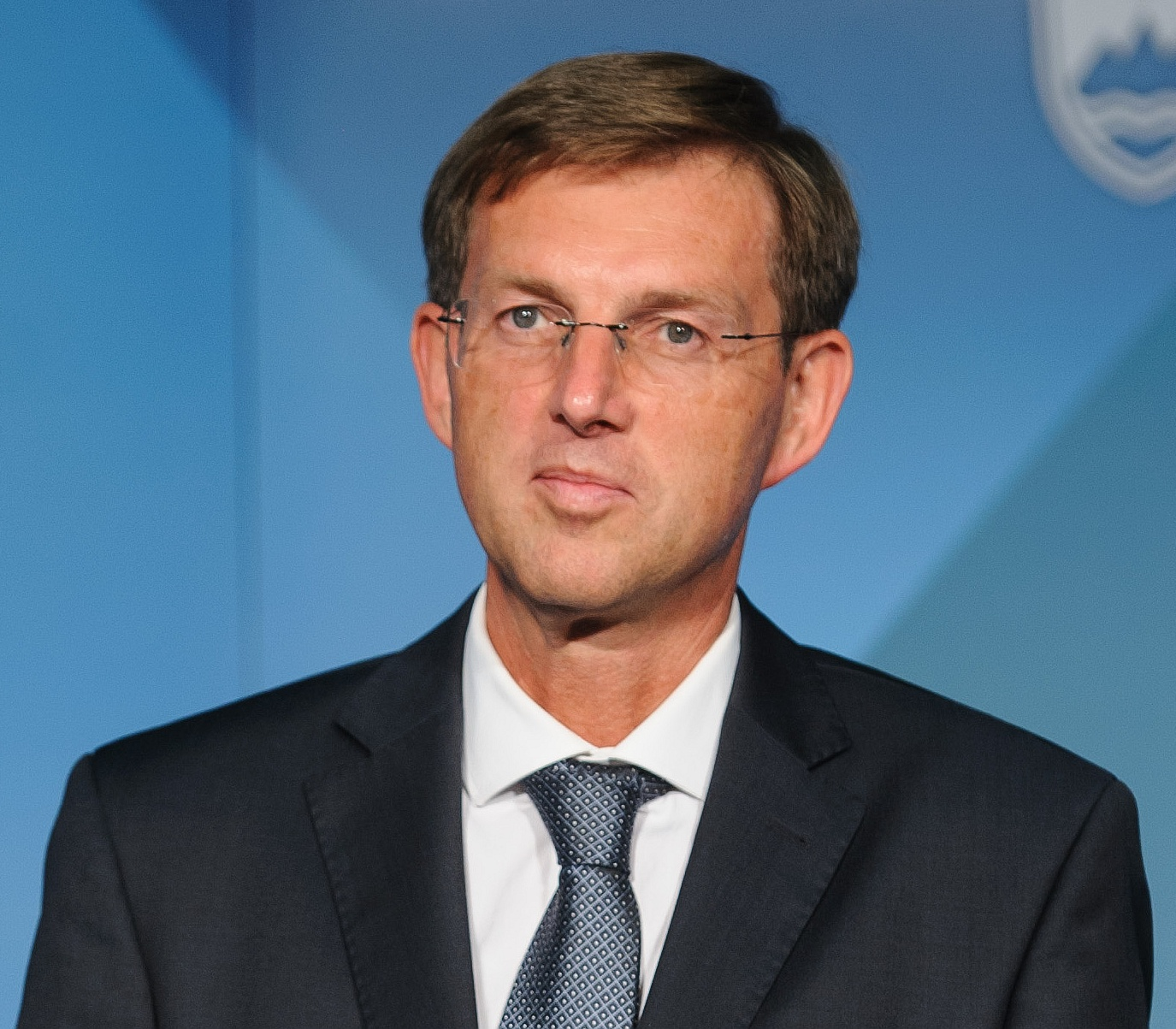
Miro Cerar (2014)

Miroslav „Miro“ Cerar (* 25. August 1963 in Ljubljana) ist ein slowenischer Jurist und Politiker. Von 2014 bis 2018 war er Ministerpräsident Sloweniens. Vom 13. September 2018 bis 13. März 2020 war er Außenminister der Republik Slowenien im Kabinett Šarec.
Er war Vorsitzender der Partei Stranka modernega centra.

## Leben
Miro Cerar ist der Sohn der slowenischen Generalstaatsanwältin und ehemaligen Justizministerin Zdenka Cerar und des Kunstturners Miroslav Cerar. Cerar gilt seit mehreren Jahren als einer der einflussreichsten slowenischen Juristen und arbeitete bereits an der Verfassung der Republik Slowenien mit. Er ist Professor an der Juristischen Fakultät der Universität Ljubljana.

### Politische Karriere
Nach dem Rücktritt von Alenka Bratušek als Ministerpräsidentin im Mai 2014 kündigte Cerar an, in die Politik zu gehen. Am 2. Juni 2014 gründete er die Partei Stranka Mira Cerarja (SMC – „Miro Cerars Partei“), mit der er die slowenische Parlamentswahl am 13. Juli 2014 in einem Erdrutschsieg gewann. Am 25. August 2014 wählte die Staatsversammlung, das Parlament Sloweniens, Cerar mit 51 gegen elf Stimmen zum neuen Ministerpräsidenten und beauftragte ihn mit der Regierungsbildung. Am 18. September 2014 wurde seine Regierung vereidigt. An dieser sind neben Cerars Partei auch die Demokratische Pensionistenpartei Sloweniens und die Socialni demokrati beteiligt.
Am 14. März 2018 kündigte Cerar seinen Rücktritt für den darauffolgenden Tag an. Grund war eine kurz zuvor ergangene Entscheidung des obersten Gerichtshofs des Landes, in der ein über den Neubau der Bahnstrecke Prešnica–Koper abgehaltenes Referendum für ungültig erklärt worden war. Staatspräsident Pahor nahm den Rücktritt an, verzichtete aber darauf, einen anderen Politiker mit der Regierungsbildung zu beauftragen. Stattdessen sprach er sich dafür aus, die für Juli 2018 terminierte Parlamentswahl vorzuziehen. Nach den für die SMC mit 9,8 % der Stimmen wenig erfolgreichen Wahlen wurde Marjan Šarec am 17. August 2018 zu seinem Nachfolger als Premier gewählt. Die SMC verblieb aber als Juniorpartner in dessen Regierung und Cerar übernahm das Amt des Außenministers.
Nachdem die SMC bei den Europawahlen 2019 mit nur 1,6 % der Stimmen kein Mandat erreichte, stellte Cerar sein Amt als Parteivorsitzender der SMC zur Verfügung. Zu seinem Nachfolger wurde Zdravko Počivalšek gewählt. Nachdem die Regierung von Marjan Šarec am 29. Januar 2020 zurücktrat, sprach sich Cerar gegen den Eintritt seiner Partei in das neugebildete Kabinett von Janez Janša aus, so dass er der neuen Regierung nicht mehr angehört. Cerar trat am 2. März 2020 aus Protest gegen diese Regierungsbildung auch aus der SMC aus.